# 拉努埃
拉努埃（法語：Lanouée，發音：[lanwe] ⓘ）是法国莫尔比昂省的一个旧市镇，位于该省北部偏东，属于蓬蒂维区。2019年1月1日，拉努埃与市镇莱福日合并为新市镇福日德拉努埃。

## 地理
拉努埃（48°0'7"N, 2°34'55"W）面积43.76 平方千米，位于法国布列塔尼大區莫尔比昂省，该省份为法国西北部沿海省份，位于布列塔尼半岛南部，北起阿摩尔滨海省、西接菲尼斯泰尔省，南濒大西洋，东南接大西洋卢瓦尔省，东临伊勒-维莱讷省。
与拉努埃接壤的市镇（或旧市镇、城区）包括：莱福日、拉格雷圣洛朗、拉克鲁瓦埃莱昂、若斯兰、盖贡、普勒格里费特。
拉努埃的时区为UTC+01:00、UTC+02:00（夏令时）。

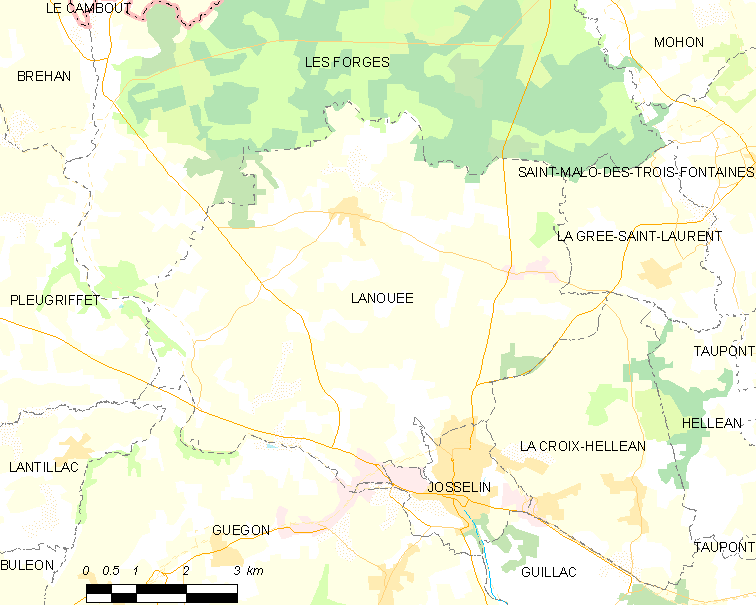
拉努埃的OSM定位图

## 行政
拉努埃的邮政编码为56120，INSEE市镇编码为56102。

## 政治
拉努埃所属的省级选区为普洛埃梅勒县。

## 人口

1962-2008年间拉努埃人口变化图示

拉努埃于2018年1月1日时的人口数量为1754人。